# Guillermo Pacheco
Guillermo Alfonso Pacheco Tudela (Quilpué, Chile, 10 de abril de 1989) es un futbolista chileno. Juega como lateral derecho, actualmente es jugador de Deportes Limache de la Primera División de Chile.

## Biografía
Llegó al fútbol profesional tras empezar en el club amateur Arturo Prat de Villa Alemana y estar en la cantera de Santiago Wanderers.
Debutó oficialmente en San Luis de Quillota y en mayo de 2015 fue contratado por Universidad de Concepción.
El 9 de octubre de 2020 rescinde su contrato con Universidad de Concepción por decisión del cuerpo técnico de Eduardo Acevedo.
En febrero de 2021, es anunciado como nuevo jugador de Deportes Temuco de la Primera B chilena. En diciembre de 2021, Cobresal anuncia en sus redes sociales la contratación de Pacheco.

## Estadísticas
| Club                              | Div.          | Temporada     | Liga  | Liga  | Copas nacionales | Copas nacionales | Torneos internacionales | Torneos internacionales | Total | Total |
| Club                              | Div.          | Temporada     | Part. | Goles | Part.            | Goles            | Part.                   | Goles                   | Part. | Goles |
| --------------------------------- | ------------- | ------------- | ----- | ----- | ---------------- | ---------------- | ----------------------- | ----------------------- | ----- | ----- |
| San Luis · Chile                  | 1.ª           | 2010          | 26    | 1     | 1                | 0                | —                       | —                       | 27    | 1     |
| San Luis · Chile                  | 2.ª           | 2011          | 20    | 2     | 4                | 0                | —                       | —                       | 24    | 2     |
| San Luis · Chile                  | 2.ª           | 2012          | 33    | 5     | —                | —                | —                       | —                       | 33    | 5     |
| San Luis · Chile                  | 2.ª           | 2013          | 10    | 0     | 10               | 0                | —                       | —                       | 20    | 0     |
| San Luis · Chile                  | 2.ª           | 2013-14       | 38    | 1     | —                | —                | —                       | —                       | 38    | 1     |
| San Luis · Chile                  | 2.ª           | 2014-15       | 35    | 4     | 7                | 0                | —                       | —                       | 42    | 4     |
| San Luis · Chile                  | 1.ª           | 2015-16       | 27    | 1     | 7                | 2                | —                       | —                       | 34    | 3     |
| San Luis · Chile                  | Total club    | Total club    | 189   | 14    | 29               | 2                | 0                       | 0                       | 218   | 16    |
| Universidad de Concepción · Chile | 1.ª           | 2016-17       | 10    | 1     | 2                | 0                | 1                       | 0                       | 13    | 1     |
| Universidad de Concepción · Chile | 1.ª           | 2017          | 5     | 0     | —                | —                | —                       | —                       | 5     | 0     |
| Universidad de Concepción · Chile | 1.ª           | 2018          | 24    | 2     | 2                | 0                | 1                       | 0                       | 27    | 2     |
| Universidad de Concepción · Chile | 1.ª           | 2019          | 16    | 0     | 2                | 0                | 5                       | 0                       | 23    | 0     |
| Universidad de Concepción · Chile | 1.ª           | 2020          | 9     | 0     | —                | —                | —                       | —                       | 9     | 0     |
| Universidad de Concepción · Chile | Total club    | Total club    | 64    | 3     | 6                | 0                | 7                       | 0                       | 77    | 3     |
| Deportes Temuco · Chile           | 2.ª           | 2021          | 30    | 2     | 1                | 0                | —                       | —                       | 31    | 2     |
| Deportes Temuco · Chile           | Total club    | Total club    | 30    | 2     | 1                | 0                | 0                       | 0                       | 31    | 2     |
| Cobresal · Chile                  | 1.ª           | 2022          | 29    | 2     | 3                | 0                | —                       | —                       | 32    | 2     |
| Cobresal · Chile                  | 1.ª           | 2023          | 22    | 3     | 4                | 0                | —                       | —                       | 26    | 3     |
| Cobresal · Chile                  | 1.ª           | 2024          | 0     | 0     | 0                | 0                | —                       | —                       | 0     | 0     |
| Cobresal · Chile                  | Total club    | Total club    | 51    | 5     | 7                | 0                | 0                       | 0                       | 58    | 5     |
| Total carrera                     | Total carrera | Total carrera | 340   | 24    | 43               | 2                | 7                       | 0                       | 390   | 26    |
| 1. 2. 3.                          |               |               |       |       |                  |                  |                         |                         |       |       |

## Palmarés

### Torneos nacionales
| Título    | Club     | País  | Año     |
| --------- | -------- | ----- | ------- |
| Primera B | San Luis | Chile | 2014-15 |

### Distinciones individuales
| Distinción                                 | Año  |
| ------------------------------------------ | ---- |
| Equipo ideal del año en la Gala Crack Easy | 2023 |